# ساحره (فیلم ۱۳۷۶)
ساحره فیلمی محصول ایران است که به کارگردانی داوود میرباقری و نویسندگی فریدون فرهودی ساخته شد. مدت زمان این فیلم ۱۰۰ دقیقه و زمان انتشار آن سال ۱۳۷۶ بوده‌است.
میرباقری فیلم ساحره را با اقتباس از داستان کوتاه «عروسک پشت پرده»، نوشتهٔ صادق هدایت با کمی تغییر ساخته‌است.

## خلاصه فیلم
مردی که در خانه‌ای بزرگ و قدیمی همراه مادر ناتوان خود زندگی می‌کند، به بازیگر جوان یک گروه تئاتر علاقه‌مند شده و از او تقاضای ازدواج می‌کند. دختر موافقت خود را اعلام کرده و ازدواج سر می‌گیرد. مرد از همان ابتدا به‌طور غیرمستقیم ارتباط دختر با دوستان و کار سابقش را قطع می‌کند، اما از آن جا که سخت به او علاقه نشان می‌دهد دختر به این امر اهمیت زیادی نمی‌دهد. رفته رفته زن متوجه اوضاعی غیرعادی در خانه می‌شود و طی حوادث بعدی زن در می‌یابد که مرد شخصیتی دوگانه دارد. او هنگامی که در خارج تحصیل می‌کرده مانکنی کنترل‌شونده که شباهت زیادی به یک زن داشت را خریده و به ایران می‌آورد و کسی که هر شب با او به صحبت می‌نشیند همان مانکن است. یک روز زن خود را به شکل مانکن درمی‌آورد و مرد در انباری، دو موجود با حرکاتی شبیه به هم می‌بیند. در شرایطی بحرانی مرد بر سر مانکن می‌کوبد و آن را نابود می‌کند. در انتها مرد و همسرش به محل تازه‌ای نقل مکان می‌کنند.

## بازیگران
- ویشکا آسایش در نقش رعنا
- محسن شاه‌ابراهیمی در نقش بهرام
- عنایت‌الله بخشی در نقش ایوب
- مجید جعفری در نقش رضا مستوفی
- اکرم محمدی در نقش فهمیه
- فریده سپاه‌منصور در نقش مادر بهرام
- سیروس گرجستانی در نقش پدر رعنا
- سحر مصیبی در نقش پری
- نیره فراهانی در نقش مادر رعنا
- کوروش تهامی در نقش بازیگر تئاتر